# Aphanodactylidae
Los afanodactílidos (Aphanodactylidae) son una familia de cangrejos. Son pequeños cangrejos de cuerpo blando que viven como comensales o semiparásitos de ciertos gusanos poliquetos de la familia Terebellidae. Se distribuyen por el océano Pacífico oriental y el océano Índico.

## Géneros y especies
- Género Aphanodactylus Tesch, 1918
  - Aphanodactylus edmonsoni Rathbun, 1932
  - Aphanodactylus loimiae Konishi & Noda, 1999
  - Aphanodactylus panglao Ng & Naruse, 2009
  - Aphanodactylus sibogae Tesch, 1918 (especie tipo)
- Género Gandoa Kammerer, 2006
  - Gandoa brevipes (H. Milne Edwards, 1853)
  - Gandoa zanzibarensis (Lenz, 1905) (especie tipo)
- Género Gustavus Ahyong & Ng, 2009
  - Gustavus mecognathus Ahyong & Ng, 2009
- Género Uruma Naruse, Fujita & Ng, 2009
  - Uruma ourana Naruse, Fujita & Ng, 2009
- Género Takedactylus[1] Naruse & Maenosono, 2012
  - Takedactylus masatsunei Naruse & Maenosono, 2012

## Publicación original
- Ahyong, S.T. & Ng, P.K.L. 2009. Aphanodactylidae, a new family of thoracotreme crabs (Crustacea: Brachyura) symbiotic with polychaete worms. Zootaxa, n. 2289, p.33–47.